# Vilanava de Tolosa
Vilanava Tolosana (francès Villeneuve-Tolosane) és un municipi francès del department de l'Alta Garona, a la regió Occitània. Està situat al sud-oest de la conurbació de Tolosa.